# Destino región
Destino Región era un programa de viajes y turismo realizado por Televisión Nacional de Chile Red Valparaíso emitido entre febrero y abril de 2007. En este programa participaron varias filiales regionales de TVN, incluyendo Televisión Nacional de Chile (Coquimbo), TVN Red Valparaíso, TVN Red Maule y TVN Red Araucanía. 
El programa era conducido por Romina Simon, quien también conduce el segmento infantil "Reketemonos" de UCV Televisión, y Carla Stagno quien además trabajó en los libretos. Se emitía inicialmente a las 10:30 horas. Posteriormente su horario se trasladó a las 12:00 horas debido a que en la señal nacional se programó en el primer horario una nueva temporada del programa de debate Estado Nacional.
- Datos: Q5804492